# Later… with Jools Holland
Le Later… with Jools Holland, anciennement typographié …Later with Jools Holland, est une émission de télévision musicale britannique présentée par Jools Holland et diffusée depuis le 9 octobre 1992 sur la chaîne BBC Two. Tous les plus grands groupes et artistes de musique populaire s'y sont et se produisent en direct dans cette émission à laquelle son présentateur participe également au piano.
L'émission est considérée comme une institution et compte des millions de fans dans le monde entier,. 

## Histoire

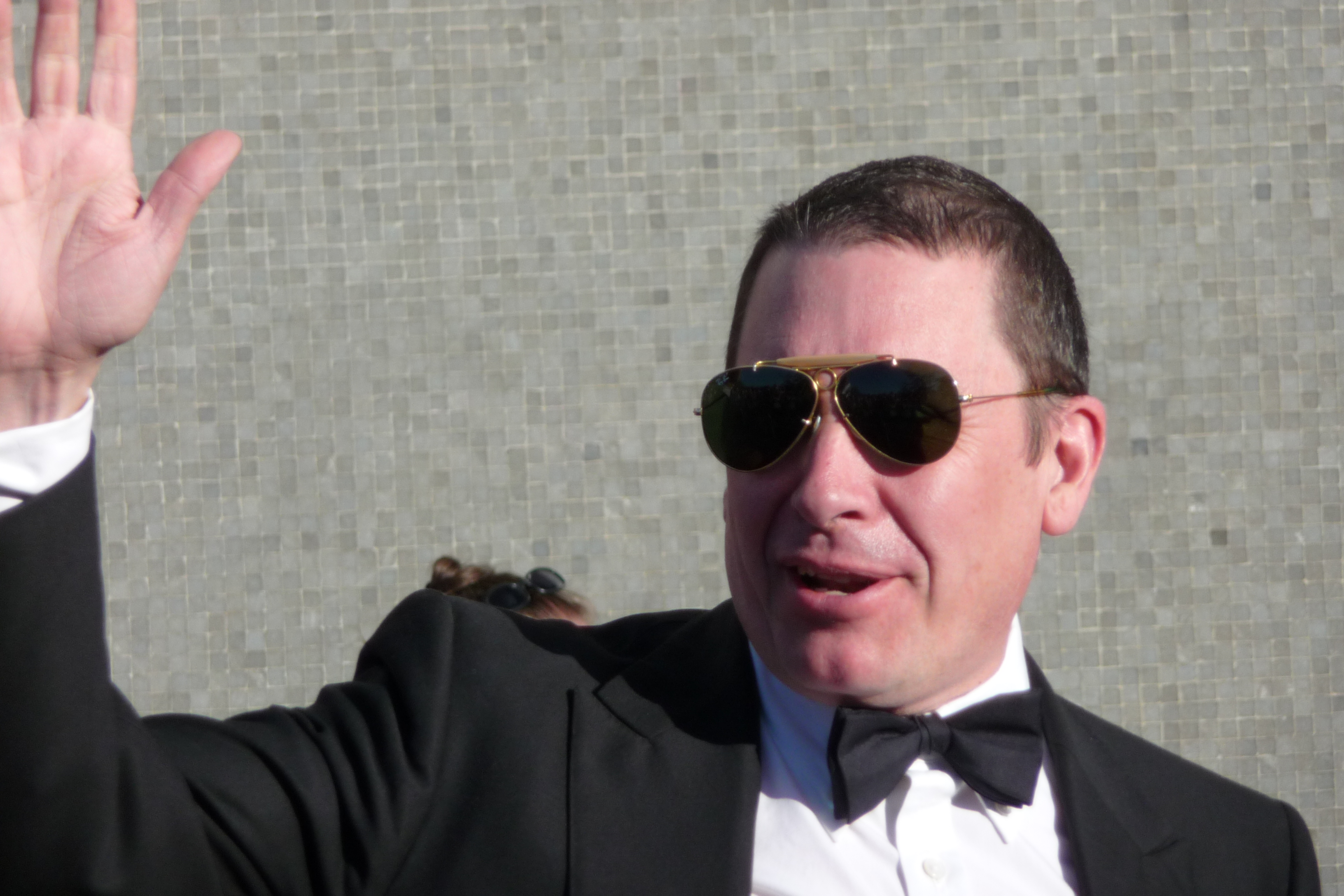
Jools Holland à la des British Academy Television Awards.

Après la fermeture en 2012 du BBC Television Centre pour réaménagement, la production est transférée à partir d'avril 2013 dans le studio 1 des Maidstone Studios, près du domicile de Holland à Cooling, dans le Kent. En 2022, l'émission quitte Helicon Mountain pour s'installer en permanence dans le Alexandra Palace Theatre restauré au nord de Londres. Wet Leg, Joe Bonamassa et Cat Burns sont apparus dans le premier épisode enregistré au théâtre, qui était l'épisode 1 de la saison 60.

### Procédure d'appel d'offres 2018
L'émission connexe Later... and Jools' Annual Hootenanny fait l'objet d'un appel d'offres en 2018, le contrat de production de l'émission étant conservé par BBC Studios. Un certain nombre de changements sont apportés au format de l'émission, l'émission de 60 minutes ayant un caractère plus décontracté, incluant des « films sur mesure et des interviews en coulisses ». Chaque émission de 60 minutes voit également Holland rejoint par un invité spécial pour coanimer. La série d'octobre 2019 voit le retour de l'émission au Television Centre, où elle est tournée jusqu'en 2012. L'émission est tournée dans TC1, le plus grand studio du site.